# 吉爾蒂布爾

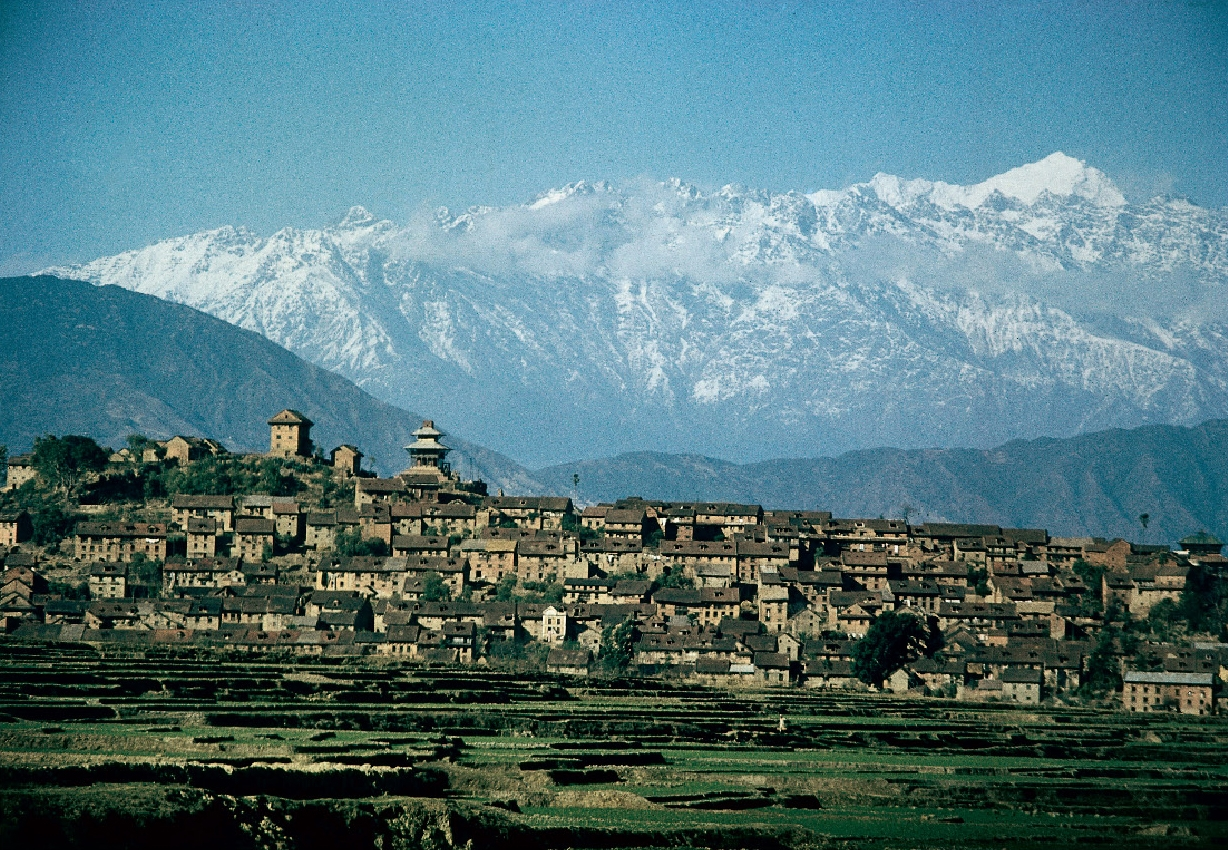
r250px

吉爾蒂布爾是尼泊爾的城市，位於該國東南部，處於首都加德滿都西南5公里，由巴格馬蒂省負責管轄，始建於十一世紀，海拔高度1,410米。

## 外部連結
- Our Kirtipur （页面存档备份，存于）